# Następstwo czasów
Następstwo czasów (ang. sequence of tenses, łac. consecutio temporum) – w wielu językach zależność między czasami użytymi w zdaniu podrzędnym i nadrzędnym. Użycie określonego czasu w zdaniu nadrzędnym wymusza użycie określonego czasu w zdaniu podrzędnym, w zależności od stosunku czasu zaistnienia czynności w zdaniu podrzędnym do czasu zaistnienia innej czynności w zdaniu nadrzędnym. Często pojawia się w mowie zależnej.

## Język polski
Następstwo czasów nie występuje w języku polskim, jednak użycie czasu zaprzeszłego jest możliwe, np. Zanim wyszedł z domu, zjadł (był) śniadanie.

## Język angielski
Gdy zdanie nadrzędne występuje w jednym z czasów teraźniejszych (present simple, present continuous, present perfect), czynności zdania podrzędnego zachowują swoje naturalne czasy:
He claims that his party will overcome in this election – On twierdzi, że jego partia wygra te wybory.
Joe has asked if we shall eat out tonight – Joe zapytała, czy będziemy dziś wieczorem jeść na mieście.
Gdy zdanie nadrzędne występuje w czasie przeszłym, czynności w zdaniu podrzędnym zmieniają czas gramatyczny zgodnie z podanym w tabeli:
|                                         | Czynność uprzednia                    | Czynność równoczesna            | Czynność przyszła  |
| --------------------------------------- | ------------------------------------- | ------------------------------- | ------------------ |
| Zdanie nadrzędne w czasie teraźniejszym | Past simple, Past continuous          | Present simple, Present perfect | Future             |
| Zdanie nadrzędne w czasie przeszłym     | Past perfect, Past perfect continuous | Past simple, Past continuous    | Future in the past |

## Język szwedzki
Gdy zdanie nadrzędne występuje w czasie teraźniejszym (presens), czynności zdania podrzędnego zachowują swoje naturalne czasy, czyli perfect, imperfect bądź którąś z form czasu przyszłego:
Kalle är pigg eftersom han har sovit hela dagen – Kalle jest rześki, gdyż spał całą noc.
Anita hängt kappan i rummet och hon ska ringa till sin sambo – Anita wiesza płaszcz w pokoju i zaraz będzie dzwonić do swego konkubenta.
Gdy czynność zdania nadrzędnego występuje w czasie przeszłym, w zdaniu podrzędnym pojawiają się następujące czasy:
- dla czynności uprzedniej pluskvamperfekt,
- dla czynności równoległej czas przeszły,
- dla czynności przyszłej czas futurum preteritum[4].

Zależność przedstawia poniższa tabela:
|                                         | Czynność uprzednia | Czynność równoczesna | Czynność przyszła |
| --------------------------------------- | ------------------ | -------------------- | ----------------- |
| Zdanie nadrzędne w czasie teraźniejszym | Preteritum         | Presens              | Futur             |
| Zdanie nadrzędne w czasie przeszłym     | Plusqvamperfekt    | Preteritum           | Futur preteritum  |

Igår morse var kalle på dåligt humör eftersom han skulle städa – Wczoraj Kalle był w złym humorze, gdyż miał sprzątać.

## Łacina
W zdaniach złożonych i mowie zależnej ważne jest zrozumienie następstwa czasów. Czasy można podzielić na dwie grupy: czasy główne i czasy historyczne.
Zasada następstwa czasów działa w większości zdań złożonych: zdaniach dopełnieniowych, okolicznikowych czasu i celu, a także zdania pytające zależne.
|                   | Zdanie główne                                           | Zdanie podrzędne (czynność) |
| ----------------- | ------------------------------------------------------- | --- |
| Czasy główne      | - teraźniejszy - przyszły I - przyszły II               | - równoczesna: tryb przypuszczający czasu teraźniejszego - wcześniejsza: tryb przypuszczający czasu przeszłego dokonanego - późniejsza: PFA + sim, sis, ...      |
| Czasy historyczne | - przeszły niedokonany - przeszły dokonany - zaprzeszły | - równoczesna: tryb przypuszczający czasu przeszłego niedokonanego - wcześniejsza: tryb przypuszczający czasu zaprzeszłego - późniejsza: PFA + essem, esses, ... |

W zdaniu złożonym, które stosuje się do zasady następstwa czasów, grupa czasów musi się zgadzać, tzn. albo oba czasowniki (w zdaniu nadrzędnym i podrzędnym) są w czasie głównym, albo oba są w czasie historycznym. Możliwe są następujące kombinacje:
1. Następstwo czasów głównych

- teraźniejszy – teraźniejszy: zdanie podrzędne opisuje czynność równoczesną lub uprzednią:

Rogant cur nobiscum possis non ire.
```
Pytają, czemu nie możesz pójść z nami
```

Nunc scio quid sit amor. (Virgilius)
```
Teraz wiem, czym jest miłość.
```

Videamus uter plus scribere possit. (Horatius)
```
Zobaczmy, który potrafi napisać więcej.
```

- przyszły – teraźniejszy: zdanie podrzędne opisuje czynność późniejszą:

Incipiam exponere unde natura omnes res creet. (Lucretius)
```
Zacznę tłumaczyć skąd natura tworzy wszystkie rzeczy.
```

- teraźniejszy – przeszły dokonany: zdanie podrzędne opisuje czynność późniejszą:

Ceteri expellantur ne viderint ipsum.
```
Inni są odsuwani, aby nie widzieli tego samego.
```

- przyszły – przeszły dokonany: zdanie podrzędne opisuje czynność późniejszą:

Videbit quanta vis verborum eorum fuerit.
```
Zobaczy, jak wielką moc miały ich słowa.
```

1. Następstwo czasów historycznych

- przeszły niedokonany – przeszły niedokonany:

Multi dubitabant quid optimum esset. (Cicero)
```
Wielu wątpiło, co było najlepsze.
```

- przeszły niedokonany – zaprzeszły:

Rogabat denique cur umquam fugissent. (Horatius)
```
Zapytał wreszcie, czemu w ogóle (byli) uciekli.
```

- przeszły dokonany – przeszły niedokonany: zdanie podrzędne opisuje czynność równoczesną:

Nescivimus cur acriter diceret.
```
Nie wiedzieliśmy, czemu przemówił ostro.
```

- przeszły dokonany – zaprzeszły: zdanie podrzędne opisuje czynność uprzednią:

Rogavit ubi discipulus hoc didicisset.
```
Zapytał, gdzie studenci się tego (byli) nauczyli.
```